# Elisa Rigaudo

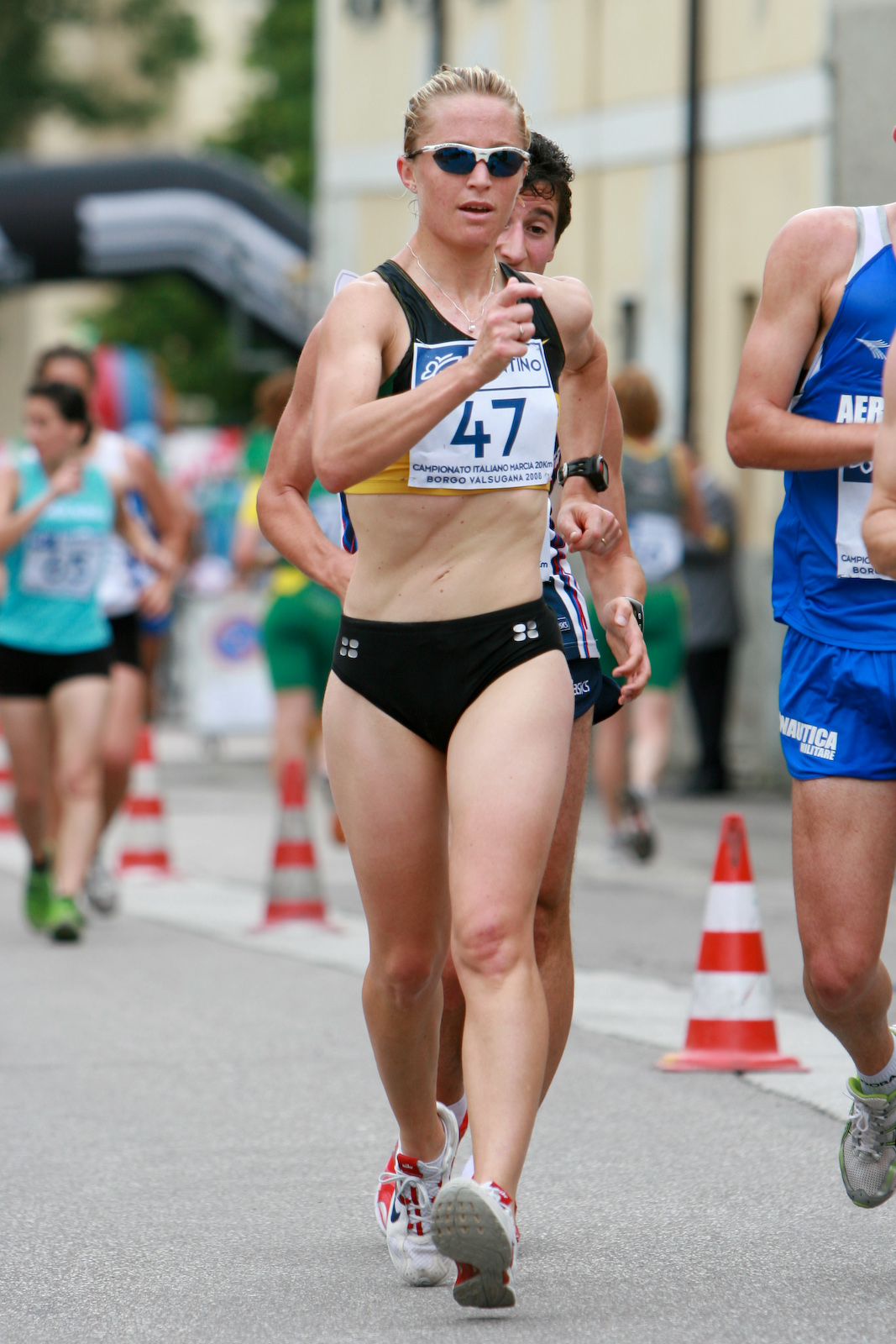
Elisa Rigaudo

Elisa Rigaudo, född den 17 juni 1980, är en italiensk friidrottare som tävlar i gång.
Rigaudos genombrott kom vid EM för juniorer 2001 där hon vann guld. Hon var med vid VM 2003 där hon blev tia. Hon deltog vid Olympiska sommarspelen 2004 i Aten där hon blev sexa. Vid VM 2005 i Helsingfors slutade hon på sjunde plats. Hennes första medalj som senior vann hon vid EM 2006 i Göteborg där hon blev trea. Samma resultat nådde hon vid Olympiska sommarspelen 2008. 